# 米庫利奇 (弗拉基米爾-沃倫斯基區)
50°47′17″N 24°32′11″E / 50.78806°N 24.53639°E
米庫利奇（烏克蘭語：Микуличі），是烏克蘭西北部的村莊，隸屬沃倫州的沃洛德米爾區。該村面積2.41平方公里，2001年人口452，人口密度每平方公里187.94人。